# 1982-es wimbledoni teniszbajnokság
Az 1982-es wimbledoni teniszbajnokság az év harmadik Grand Slam-tornája, a wimbledoni teniszbajnokság 96. kiadása volt, amelyet június 21–július 4. között rendeztek meg. A férfiaknál Jimmy Connors, nőknél Martina Navratilova nyert.

## Döntők

### Férfi egyes
Jimmy Connors -  John McEnroe, 3-6, 6-3, 6-7(2-7), 7-6(7-5), 6-4

### Női egyes
Martina Navratilova -  Chris Evert, 6-1, 3-6, 6-2

### Férfi páros
Peter McNamara /  Paul McNamee -  Peter Fleming /  John McEnroe, 6-3, 6-2

### Női páros
Martina Navratilova /  Pam Shriver -  Kathy Jordan /  Anne Smith, 6-4, 6-1

### Vegyes páros
Kevin Curren /  Anne Smith -  John Lloyd /  Wendy Turnbull, 2-6, 6-3, 7-5

## Juniorok

### Fiú egyéni
Pat Cash –  Henrik Sundström 6–4, 6–7(5), 6–3

### Lány egyéni
Catherine Tanvier –  Helena Suková 6–2, 7–5

### Fiú páros
Pat Cash /  John Frawley –  Rick Leach /  John Ross 6–3, 6–4

### Lány páros
Penny Barg /  Beth Herr –  Barbara Gerken /  Gretchen Rush 6–1, 6–4